# ラベンダー (映画)
『ラベンダー』（原題：薫衣草,Lavender）は2000年の香港映画。

## 概要
『世界の涯てに』『アンナ・マデリーナ』に続いて3度目の共演となる、金城武とケリー・チャンの作品。アロマテラピストと天使が大都会で出会い、互いの傷を癒し合いながら「愛」に目覚めてゆく姿を描いたラヴ・ファンタジーである。

## ストーリー
恋人を亡くしてからというもの、生きる気力を失ってしまったアロマテラピストのアテナ（ケリー・チャン）。毎日かかさず買って帰る風船に彼へのメッセージを書いては空へと飛ばし、一人涙を流す日々を送っている。そんなある嵐の夜、大音響とともにエンジェル（金城武）が空から落ちてきた……。

## キャスト
| 役名         | 俳優               | 日本語吹替 |
| ------------ | ------------------ | ---------- |
| エンジェル   | 金城武             | 宮本充     |
| アテナ       | ケリー・チャン     | 本田貴子   |
| チャウチャウ | イーソン・チャン   | 伊藤健太郎 |
|              | チェン・ペイペイ   | 滝沢ロコ   |
|              | ヴィンセント・コク | 遠藤純一   |
|              | テレンス・イン     |            |

- その他の声の吹き替え：よのひかり／重松朋／津本陽日／黒河奈美／天田有希子／風間勇刀／平川大輔

## スタッフ
- 監督・脚本：イップ・カムハン
- 製作：ゴールデン・ハーベスト、UFO
- 撮影：クァン・プンラン
- 音楽：ロナルド・ン